# 章懿文
章懿文，宋朝政治人物。
章懿文曾于1110年接替徐思安任华亭县知县一职，1111年由姚舜明接任。
父亲：宋仁宗嘉佑二年状元章衡